# 吉田メタル
吉田 メタル（よしだ メタル、本名：吉田 貴哉、1971年11月1日 - ）は日本の俳優、ミュージシャン。劇団☆新感線所属。ヴィジュアル系ロックバンドNINJAMAN JAPAN（ニンジャマンジャパン）のリーダー・ベーシストのMetal（メタル）としても活動する。
石川県金沢市生まれ、野々市市出身。金沢錦丘高等学校、東放学園専門学校卒業。身長185cm、体重90kg。血液型B型。妻は女優の岩崎ひろみ。

## 来歴
1992年に劇団☆新感線へ入団し、舞台『ゴローにおまかせ』で俳優としてデビュー。劇団☆新感線公演に加えてさまざまな作品に客演し、舞台・ミュージカルを中心に活動する。2013年の劇団BRATS第4回公演『RED KILL〜真っ赤な嘘の描き方〜』より演出も手掛ける。
一方で、2009年にはPsycho le CemuのLida（リダ）らと共にヴィジュアル系ロックバンド「NINJAMAN JAPAN（ニンジャマンジャパン）」を結成し、リーダーでベーシストのMetal（メタル）として音楽活動を開始。
2013年から『仮面ライダー鎧武/ガイム』（テレビ朝日系）に出演し、おネエ系の仮面ライダーブラーボ（凰蓮・ピエール・アルフォンゾ）役を演じて注目を集める。
私生活では、2007年4月15日に女優の岩崎ひろみと結婚した。前年のミュージカル『ピーターパン』での共演が交際のきっかけであると報道されている。岩崎との間に三女がいる。

## 人物
特技はジャグリング。趣味は筋トレ。
舞台中心で活動していた時は痩せ型で金髪長髪という出で立ちであったが、その後体を鍛え髪型もスキンヘッドにしている。
おかまやゲイの役が多い。友人や知人にもニューハーフや同性愛者が多く、安易に茶化すような演技はしないよう心がけている。
自身の父親が暴力的な人物であった反動から家族を守るヒーローを志している。また挨拶を交わすことや謝罪をきちんと述べることなどを重視しており、他者でも叱ることができる「近所のうるさいおじさん」になりたいとも述べている。痩せていたころは自分に自信が持てずにいたが、先輩俳優から積み重ねが自信につながることを教えられ、ヒーローへの憧れも相まって身体を鍛えるようになった。40代の時点でもプロレスラーになりたいという願望も持っている。
娘には「父上」と呼ばせるようにしている。

## 出演

### 舞台

#### 劇団☆新感線
2003年以降は、2002年以前は。
- 『星の忍者』（1995年）
- 『野獣郎見参』（1996年）
- 『髑髏城の七人』（1997年）
- 『SUSANOH〜魔性の剣』（1998年）
- 『Vampire』（1998年）
- 『LOST SEVEN』（1999年）
- 『阿修羅城の瞳』（2000年）
- 『いんど屋敷』（2000年）
- 『野獣郎見参』（2001年）
- 『大江戸ロケット』（2001年）
- 『ドラゴンロック3』（2001年）
- 『アテルイ』（2002年）
- 『七芒星』（2002年）
- 『レッツゴー!忍法帖』（2003年）
- 『髑髏城の七人』アカドクロ版（2004年）
- 『吉原御免状』（2005年）
- SHINKANSEN☆RS『メタル マクベス』（2006年）
- 新感線☆NEXUS vol.2『Cat in the Red Boots』（2006年）
- 劇団☆新感線2007年夏休みチャンピオン祭り『犬顔家の一族の陰謀〜金田真一耕助之介の事件です。ノート』（2007年）
- 『五右衛門ロック』（2008年）
- 劇団☆新感線 いのうえ歌舞伎・壊<Punk>『蜉蝣峠』（2009年）
- 2010年劇団☆新感線30周年興行【春】新感線RX『薔薇とサムライ〜GoemonRock OverDrive』（2010年）
- 2010年劇団☆新感線30周年興行【冬】劇団☆新感線2010年冬休みチャンピオンまつり『鋼鉄番長』（2010年）
- 『髑髏城の七人』（2011年）※右足骨折のため8月16日より休演
- 『天號星』（2023年）[14]
- 『バサラオ』（2024年）[15]
- 『紅鬼物語』（2025年）[16]
- 『爆烈忠臣蔵〜桜吹雪 THUNDERSTRUCK』（2025年公演予定）[17]

#### その他公演
- ロック・オペラ『ハムレット』（1993年）
- 笑殺軍団リリパットアーミー『こどもの一生』（1995年）
- ロックミュージカル『ヘアー97』（1997年、PARCO劇場 他）
- 遊◎機械/全自動シアタープロデュース『ノーセンス』（2002年）
- 遊◎機械/全自動シアタープロデュース『ピッチフォークディズニー』（2002年、世田谷パブリックシアター）
- 音楽活劇『レディ・ゾロ』（2003年2月14日 - 23日、赤坂ACTシアター）
- 透明ランナー『11月のスズメバチ』（2004年）
- 『アラジンとスターオーシャンの秘宝』（2005年）
- ブロードウェイミュージカル『ピーターパン』
  - （2006年、東京国際フォーラムホールC 他）
  - （2009年、東京国際フォーラムホールC 他）
- アトリエ・ダンカン・プロデュース『空中ブランコ』（2008年4月20日 - 5月5日、東京芸術劇場）
- リリパットアーミーII『時の男〜higauta』（2008年、サンシャイン劇場 他）
- 『リチャード三世』（2009年、赤坂ACTシアター 他）
- パルコ・プロデュース『中国の不思議な役人』（2009年、PARCO劇場 他）
- 『ウィズ〜オズの魔法使い〜』 - エメラルド・シティの門番 役
  - （2012年10月18日 - 28日、東京国際フォーラムホールC 他）
  - （2015年3月7日 - 4月26日、東京国際フォーラムホールC 他）
- 劇団BRATS『RED KILL〜真っ赤な嘘の描き方〜』（2013年4月10日 - 14日、ウエストエンドスタジオ） - 出演・演出
- SHINOBU's Brain in the Soup Re:make『溺れる金魚』（2013年7月30日 - 8月4日、「劇」小劇場）
- 音楽劇『それからのブンとフン』（2013年、天王洲 銀河劇場 他）
- ガラ劇番外公演 がらくたメタル『ガラ版 人狼ゲーム』（2014年1月16日 - 19日、ウエストエンドスタジオ） - 演出
- 『カッコーの巣の上で』（2014年、東京芸術劇場プレイハウス 他）
- 『ジャンヌ・ダルク』（2014年、赤坂ACTシアター 他）
- 『真田十勇士』（2015年、赤坂ACTシアター 他）
- 『TRUMP』（2015年、Zeppブルーシアター六本木 他）
- 舞台『文豪とアルケミスト 綴人の輪唱』(2020年、ステラボール 他) - 館長 役
- 舞台『鋼の錬金術師』（2023年、新歌舞伎座 / 日本青年館ホール） - アレックス・ルイ・アームストロング 役[18]
- NIKKATSU×LEGENDSTAGE CINEMATIC STAGE『東京流れ者』（2024年、京都劇場 他） - アレキサンダー又吉 役[19]
- ミュージカル『Fate/Zero』〜The Sword of Promised Victory〜（2025年、THEATER MILANO-Za 他） - キャスター 役[20]
- 『CRIMINAL FOUR -愛しき大悪党-』（2025年、IMM THEATER 他） - エリック・ゼニガタ 役[21]

### テレビドラマ
- タイムキーパーズ（1997年、フジテレビ）
- 女のサスペンス 盗む女（1997年6月16日、TBS）
- 味な女たち（1998年、NHK BS）
- ケイゾク／特別篇 PHANTOM〜死を契約する呪いの樹（1999年12月24日、TBS） - 金子岳志 役
- 西遊記 最終話（2006年3月20日、フジテレビ）
- ラストメール 第5話（2008年11月13日、BS朝日）
- オトコマエ!2 第8話（2009年10月24日、NHK）
- うぬぼれ刑事 第8話（2010年8月27日、TBS） - 馬場キヨシ 役
- 俺の空 刑事編（2011年、テレビ朝日） - スキンヘッドの大男 役
- 仮面ライダーシリーズ（テレビ朝日）
  - 仮面ライダー鎧武/ガイム（2013年11月17日 - 2014年9月28日） - 凰蓮・ピエール・アルフォンゾ / 仮面ライダーブラーボ 役
  - 仮面ライダーセイバー 第8章（2020年10月25日） - 男A 役[22]
- ウロボロス〜この愛こそ、正義。 第1話（2015年1月16日、TBS） - 滝川克二 役
- 極主夫道 第7話（2020年11月22日、日本テレビ）[23]
- 星新一の不思議な不思議な短編ドラマ（2022年6月28日、NHK BSプレミアム）[24]

### 配信ドラマ
- ミス・シャーロック 第2話（2018年5月4日、Hulu） - 鑑定士 役[25]
- 仮面ライダーシリーズ
  - 鎧武外伝 仮面ライダーグリドンVS仮面ライダーブラーボ（2020年10月25日・11月1日、東映特撮ファンクラブ） - 主演・凰蓮・ピエール・アルフォンゾ / 仮面ライダーブラーボ 役[26]（※松田凌とダブル主演）
  - RIDER TIME 仮面ライダーディケイド VS ジオウ/ディケイド館のデス・ゲーム 第1話（2021年2月9日、東映特撮ファンクラブ） - 主婦 役[27]
  - 仮面ライダーリバイス The Mystery 第2話・第4話・最終話（2022年2月6日・20日・27日、TELASA） - 凰蓮・ピエール・アルフォンゾ / 仮面ライダーブラーボ 役[28]

### 映画
- 仮面ライダーシリーズ
  - 劇場版 仮面ライダー鎧武 サッカー大決戦!黄金の果実争奪杯!（2014年7月19日） - 凰蓮・ピエール・アルフォンゾ / 仮面ライダーブラーボ 役
  - 仮面ライダー×仮面ライダー ドライブ&鎧武 MOVIE大戦フルスロットル（2014年12月13日） - 凰蓮・ピエール・アルフォンゾ 役

### オリジナルビデオ
- 鎧武外伝（東映ビデオ）
  - 仮面ライダーバロン（2015年4月22日） - 凰蓮・ピエール・アルフォンゾ / 仮面ライダーブラーボ 役
  - 鎧武/ガイム外伝 仮面ライダーデューク/仮面ライダーナックル（2015年11月11日） - 凰蓮・ピエール・アルフォンゾ 役
- テン・ゴーカイジャー（2022年、東映ビデオ） - 堀内 / アグダロス 役[29]

### バラエティ
- 天才てれびくんMAX 新ユゲデール物語 第2話（2006年、NHK教育） - 鉄 役
- 天才てれびくんYOU（2017年、NHK Eテレ） - 遠藤豆男 役

### ゲーム
- ファイナルファンタジーXIV - モーションアクター
- BLOODMASQUE - モーションアクター
- エキサイティングプロレス6 SMACKDOWN! VS RAW - モーションアクター
- 仮面ライダーバトル ガンバライジング（2014年、バンダイ） - 仮面ライダーブラーボ 役
- 仮面ライダーバトル ガンバレジェンズ（2023年、バンダイ） - 仮面ライダーブラーボ 役

### 玩具
- プレミアムバンダイ限定 サウンドロックシードシリーズ「カプセルロックシード 凰蓮&鎧武・闇セット」ドングリロックシード（凰蓮ボイスVer.）（2014年、バンダイ） - 凰蓮・ピエール・アルフォンゾ 役
- COMPLETE SELECTION MODIFICATION 戦極ドライバー（2021年3月、バンダイ） - 凰蓮・ピエール・アルフォンゾ / 仮面ライダーブラーボ 役
- CSMロックシード シャルモンセット（2021年3月、バンダイ） - 凰蓮・ピエール・アルフォンゾ / 仮面ライダーブラーボ 役

### その他
- 真田十勇士 オーディオブック（2016年、三好清海[30]）
  - 参上、猿飛佐助
  - 決起、真田幸村
  - 激闘、大坂の陣